# خيسي رودريغيز
خيسي رودريغيز (بالإسبانية: Jesé Rodríguez؛ المولود 26 فبراير 1993) لاعب كرة قدم إسباني يلعب مع نادي سامبدوريا في الدوري الإيطالي وسبق وأن لعب مع عدة أندية ومنها ريال مدريد وباريس سان جيرمان.
التحق بفريق الكاستيا الفريق الثاني لنادي ريال مدريد عام 2011. وفي نفس السنة شارك مع الفريق الأول، وفي موسم 2013 التحق رسميًا بالفريق الأول لنادي الملكي حيث ارتدي القميص رقم 20. وفي عام 2016 أعلن نادي باريس سان جيرمان تعاقده رسميًا مع خيسي بصفقة تقدر بـ25 مليون يورو بعقد يمتد حتى 2021 وقام النادي الباريسي باعارته إلى ستوك سيتي الإنجليزي ونادي لاس بالماس الاسباني وفي موسم الانتقالات الشتوية أعلن نادي ريال بيتيس لتعاقده على سبيل الإعارة مع اللاعب وارتدى الرقم 10

## المسيرة مع الأندية

### بدايته المبكرة
التحق خيسي بنادي ريال مدريد سنة 2007 بسن 14 سنة قادم من أكادمية لاس بالماس .
في سنة 2011 إستدعاه مدرب الفريق الأول جوزيه مورينيو للمشاركة في إستعدادات النادي ماقبل الموسم الكروي بالولايات المتحدة الأمريكية ولعب مباراة ودية أمام لوس أنجلوس جلاكسي وهو بسن 17 سنة، دخل في الدقيقة 64 مكان خوسيه كاليخون .
سجل خيسي أول أهدافه مع كاستيا في 20 أكتوبر 2011 أمام فريق لا رودا بعد تمريرة حاسمة من ألفارو موراتا .
في يوم 24 مارس 2012 لعب خيسي أول مباراة له في لا ليغا أمام ريال سوسيداد ، لعب آخر عشر دقائق بعد دخوله عوض كريستيانو رونالدو .
في ماي 2013 صرح رئيس النادي فلورنتينو بيريز أن المدير الرياضي زين الدين زيدان لا يعتقد أنه يجب بعث خيسي في سبيل إعارة .
في 2 يونيو بتسجيله أمام نادي ألكوركون حطم الرقم القياسي لنادي لأكبر عدد من الأهداف في موسم واحد الذي كان للاعب إيميليو بوتراغينيو 21 هدف موسم 84/83 . سجل خيسي مع كاستيا 32 هدف بين موسم 2010/2011 و 2012/2013 .

### ريال مدريد
بينما كان خيسي يشارك في كأس العالم تحت 20 سنة لكرة القدم 2013 صرح أنه ينوي الخروج من ريال مدريد بعد رؤية فرص الفريق الأول مقيدة، المدير الفني للنادي ميغيل بارديزا أوضح يوم 13 يوليو أن اللاعب سوف يبقى في النادي ، وكان قد مدد عقده لمدة أربع سنوات أخرى في وقت متأخر من الشهر نفسه .
في 2 أكتوبر 2013 إنطلقت مسيرة خيسي في دوري أبطال أوروبا ، دخل في الدقيقة 81 ذلك أمام نادي كوبنهاغن من مرحلة دور المجموعات .
سجل أول هدف له مع النادي في الكلاسيكو يوم 26 أكتوبر 2013 بعد تمريرة حاسمة من كريستيانو رونالدو .ولقد خسر الريال تلك المباراة بهدفين لهدف
في 18 مارس 2014 تعرض خيسي لإصابة في رباط صليبي أمام نادي شالكه 04 منذ الدقيقة الثانية من مباراة إياب دور 16 من دوري أبطال أوروبا حيث أثبت الفحص الطبي أن الإصابة أنهت موسمه الكروي 2013/2014 .

### باريس سان جيرمان
أعلن النادي الباريسي يوم 8 أغسطس 2016 أنه ضم اللاعب الإسباني خيسي روديغيز قادماً من ريال مدريد لمدة 5 مواسم قادمة مقابل 25 مليون يورو.

## المسيرة الدولية
انتقل خيسي من جميع الأصناف الشابة للمنتخب الإسباني من تحت 16 سنة إلى تحت 21 سنة ، مع منتخب إسبانيا تحت 17 لكرة القدم وصل إلى نهائي بطولة أوروبا لكرة القدم للناشئين 2010 .

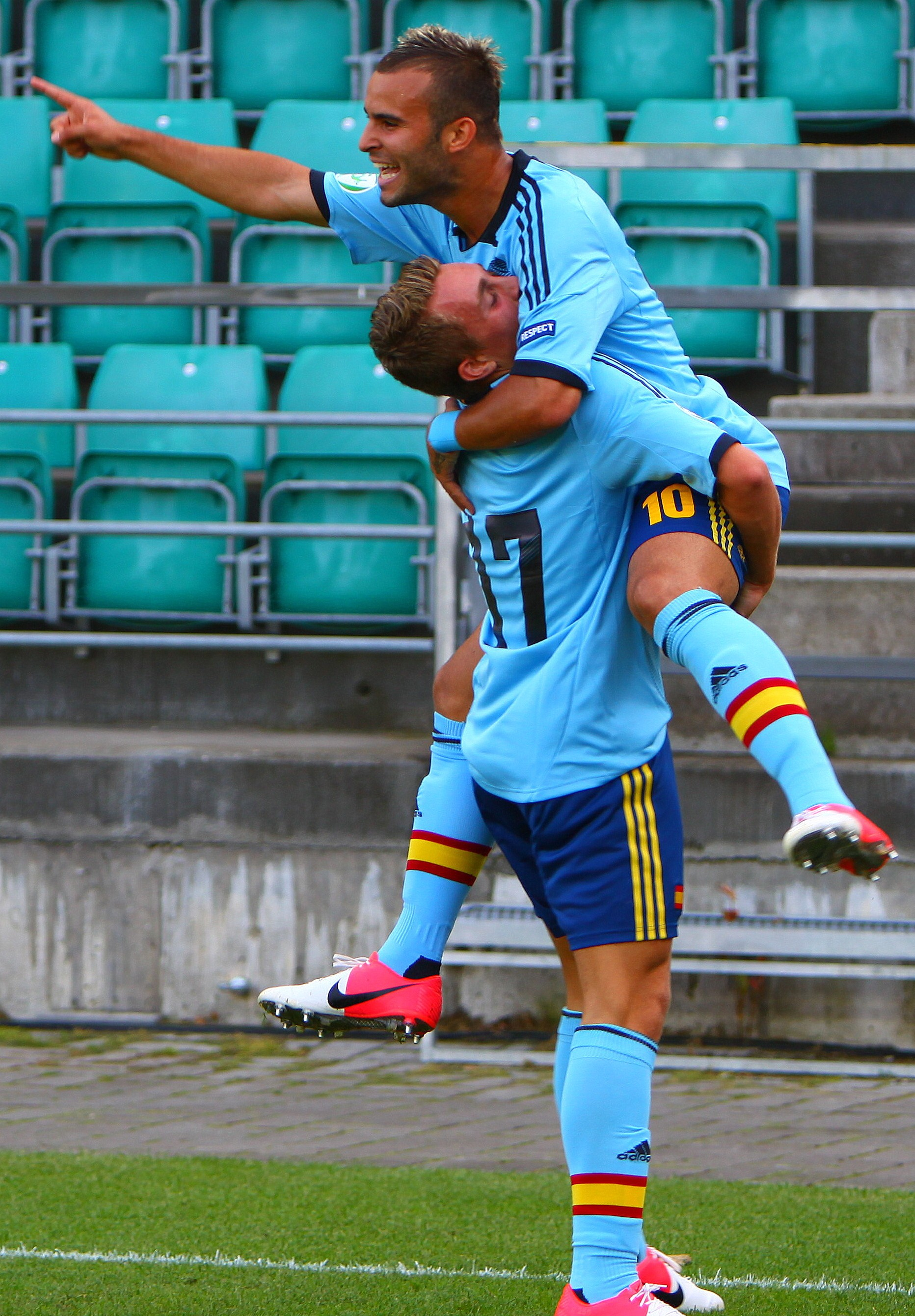
خيسي مع جيرارد دولوفيو في بطولة أوروبا تحت 19 سنة لكرة القدم 2012

في بطولة أوروبا تحت 19 سنة لكرة القدم 2012 في إستونيا سجل خيسي أربع أهداف في دور المجموعات فقط، الهدف الأول أمام منتخب اليونان في الدقيقة 30 ثم سجل هاتريك أمام منتخب البرتغال في الدقيقة 8 ، 28 ، 48  ثم عاد ليسجل لليونان في نهائي البطولة وتحصل على جائزة الحذاء الذهبي .
سجل خيسي خمس أهداف في كأس العالم تحت 20 سنة لكرة القدم 2013 في تركيا ، وتحصل على الحذاء البرونزي لأفضل هداف ثالث في البطولة بعد خروج المنتخب الإسباني من دور ربع النهائي .
في 6 فيفري 2014 على الرغم من أنه كان لا يزال مؤهلا للعب مع منتخب إسبانيا تحت 21 لكرة القدم إلا أن مدرب منتخب إسبانيا لكرة القدم فيسنتي ديل بوسكي صرح أن خيسي في خططه قبل بطولة كأس العالم لكرة القدم 2014 في البرازيل .
في 19 مارس 2014 بعد إصابة خيسي في رباط صليبي وصف ديل بوسكي أنها ضربة موجعة للاعب لأنها أنهت فرصته في جعله ضمن الفريق في كأس العالم .

## إحصائيات

### النادي
آخر تعديل 21 مارس 2014 
| النادي                | الموسم                | الدوري    | الدوري  | الكأس     | الكأس   | أوروبا    | أوروبا  | المجموع   | المجموع |
| النادي                | الموسم                | المباريات | الأهداف | المباريات | الأهداف | المباريات | الأهداف | المباريات | الأهداف |
| --------------------- | --------------------- | --------- | ------- | --------- | ------- | --------- | ------- | --------- | ------- |
| كاستيا                | 11-2010               | 3         | 0       | —         | —       | —         | —       | 3         | 0       |
| كاستيا                | 12-2011               | 39        | 10      | 3         | 2       | —         | —       | 42        | 12      |
| كاستيا                | 13-2012               | 38        | 22      | —         | —       | —         | —       | 38        | 22      |
| كاستيا                | المجموع               | 80        | 32      | 3         | 2       | —         | —       | 83        | 34      |
| ريال مدريد            | 2011–12               | 1         | 0       | 1         | 0       | 0         | 0       | 2         | 0       |
| ريال مدريد            | 14-2013               | 18        | 5       | 8         | 3       | 5         | 0       | 31        | 8       |
| ريال مدريد            | المجموع               | 19        | 5       | 9         | 3       | 5         | 0       | 33        | 8       |
| مجموع المسيرة الكروية | مجموع المسيرة الكروية | 99        | 37      | 12        | 5       | 5         | 0       | 116       | 42      |

## الألقاب

### الألقاب الجماعية

#### مع الأندية
كاستيا
- الدوري الإسباني الدرجة الثالثة : 2011–12[20]

### ريال مدريد
- الدوري الاسباني :
  - البطل (1): 2011–12.
- كأس السوبر الإسباني :
  - البطل (1): 2012
- كأس ملك إسبانيا :
  - البطل (1):  2013–14.
- دوري أبطال أوروبا :
  - البطل (2): 2014، 2016.
- كأس السوبر الأوروبي :
  - البطل (1): 2014.
- كأس العالم للأندية :
  - البطل (1): 2014.

#### مع المنتخب
إسبانيا تحت 17
- بطولة أوروبا تحت 17 سنة لكرة القدم : الوصيف 2010

إسبانيا تحت 19
- بطولة أوروبا تحت 19 سنة لكرة القدم : 2012

### الألقاب الفردية
- بطولة أوروبا تحت 19 سنة لكرة القدم : الحذاء الذهبي 2012
- كأس العالم لكرة القدم تحت 20 سنة : الحذاء البرونزي 2013

## روابط خارجية
- خيسي رودريغيز على موقع IMDb (الإنجليزية)
- خيسي رودريغيز على موقع ميوزك برينز (الإنجليزية)
- خيسي رودريغيز على موقع ميوزك برينز (الإنجليزية)
- خيسي رودريغيز على موقع الاتحاد الدولي (مؤرشف)  (الإنجليزية)
- خيسي رودريغيز على موقع الاتحاد الأوربي (الإنجليزية)
- خيسي رودريغيز على موقع اتحاد تركيا (لاعب) (الإنجليزية)
- خيسي رودريغيز على موقع إي إس بي إن إف سي (الإنجليزية)
- خيسي رودريغيز على موقع قاعدة بيانات كرة القدم.إي يو (الإنجليزية)
- خيسي رودريغيز على موقع ليكيب (الفرنسية)
- خيسي رودريغيز على موقع Soccerbase.com (لاعب) (الإنجليزية)
- خيسي رودريغيز على موقع Soccerway.com (الإنجليزية)
- خيسي رودريغيز على موقع عالم كرة القدم.نت (الإنجليزية)
- خيسي رودريغيز على موقع كووورة